# Грабуй награбоване
Грабуй награбоване — політичний лозунг, висунутий лідером більшовизму Леніним в Росії в 1918 році, як російський аналог марксистського терміна «експропріація експропріаторів».
У своєму виступі на засіданні ВЦВК 29 квітня 1918 року Ленін заявив:

| У гаслі «грабуй награбоване» я не можу знайти що-небудь неправильне, якщо виступає на сцену історія. Якщо ми вживаємо слова: експропріація експропріаторів, то чому ж не можна обійтися без латинських слів? (Оплески). |
| |

Реалізовуючи ленінський лозунг «грабуй награбоване», більшовики в масовому порядку здійснювали поголовну конфіскацію (експропріацію) у власників приватної власності, яку вони вважали набутою за рахунок експлуатації трудящих, тобто, пограбування трудящих. При цьому більшовики ніколи не вдавались до визначення, чи здобута приватна власність власною працею, чи за рахунок визиску, експлуатації інших людей, чи власники адекватно оплачували найману працю, яку частину конфіскованої приватної власності власник створив власною працею.